# Else Jarlbak
Else Jarlbak (* 8. August 1911 in Kopenhagen; † 16. Februar 1963 in Glostrup) war eine dänische Schauspielerin und Opernsängerin.

## Leben und Werk
Else Jarlbak wuchs als Tochter des Journalisten Albert Jarlbak in Kopenhagen auf.
Nach dem Schulabschluss absolvierte sie am Königlichen Theater Kopenhagen von 1927 bis 1929 ihre klassische Gesangsausbildung und die Schauspielausbildung. Von 1929 bis 1937 war sie festes Ensemblemitglied am Det Ny Teater. Sie trat im Laufe ihrer Karriere in zahlreichen Musicals, Operetten, Theaterstücken und Varieté-Shows auf, so auch am Nørrebro-Theater, Frederiksberg-Theater, Betty-Nansen-Theater oder am Svendborg-Sommertheater. Als Opernsängerin hatte Jarlbak zudem Auftritte in Berlin, Leipzig, Wien, Paris, London, Oslo und in Stockholm.
Jarlbak wirkte von 1934 bis 1961 in rund 38 dänischen Filmen und einigen Fernsehproduktionen als Schauspielerin mit, unter anderem an der Seite von Ib Schønberg in der Vater-hoch-vier-Filmreihe.
Eine langjährige Freundschaft verband sie mit Bodil Ipsen.
Else Jarlbak blieb unverheiratet und hatte keine Kinder. Sie starb am 16. Februar 1963 im Alter von 51 Jahren in Glostrup, nachdem sie sich von einem bereits mehrere Monate zuvor erlittenen Herzinfarkt nicht mehr vollständig erholt hatte. Ihre Grabstätte befindet sich auf dem Gentofte-Kirkegard.

## Filmografie (Auswahl)
- 1934: Lynet
- 1935: De bør forelske Dem
- 1937: Incognito
- 1945: Man elsker kun en gang
- 1948: Tre år efter
- 1949: Din fortid er glemt
- 1950: Die roten Pferde (De røde Heste)
- 1952: Es geschah aus heißer Jugendliebe (För min heta ungdoms skull)
- 1961: Min kone fra Paris